# Alžbeta Havrančíková
Alžbeta Havrančíková (ur. 27 września 1963 w Popradzie) – słowacka biegaczka narciarska reprezentująca także Czechosłowację, zawodniczka klubu ŠKP Štrbské Pleso.

## Kariera
W Pucharze Świata zadebiutowała 17 marca 1984 roku w Štrbskim Plesie, zajmując 10. miejsce w biegu na 5 km. Tym samym już w swoim debiucie zdobyła pierwsze pucharowe punkty. Na podium zawodów tego cyklu po raz pierwszy stanęła 10 grudnia 1988 roku w La Féclaz, gdzie wygrała rywalizację w biegu na 5 km stylem dowolnym. W zawodach tych wyprzedziła dwie reprezentantki ZSRR: Tamarę Tichonową i Jelenę Välbe. W kolejnych startach jeszcze dwukrotnie plasowała się w najlepszej trójce: 14 grudnia 1988 roku w Campra była druga na dystansie 15 km stylem dowolnym, a 15 stycznia 1989 roku w Klingenthal była najlepsza w biegu na 30 km stylem dowolnym. W klasyfikacji generalnej sezonu 1988/1989 zajęła ostatecznie drugie miejsce, przegrywając tylko z Välbe.
W 1989 roku wystąpiła na mistrzostwach świata w Lahti, gdzie była między innymi czwarta w biegach na 10 km i 30 km techniką dowolną. W pierwszym przypadku w walce o podium lepsza o 12,5 s okazała się Tamara Tichonowa, a w drugim walkę o brązowy medal przegrała z Marjo Matikainen-Kallström z Finlandii o 9,3 s. Na tych samych mistrzostwach była też piąta w sztafecie. Podczas mistrzostw świata w Falun w 1993 roku była piąta na dystansie 30 km stylem dowolnym. Piąte miejsce w sztafecie zajęła również na mistrzostwach świata w Seefeld w 1985 roku.
Na igrzyskach olimpijskich w Albertville wywalczyła szóste miejsce w sztafecie, a w biegu na 30 km stylem dowolnym była jedenasta. Zajęła też między innymi siódme miejsce w sztafecie na igrzyskach w Lillehammer w 1994 roku oraz na igrzyskach w Calgary osiem lat wcześniej. Brała również udział w igrzyskach olimpijskich w Nagano w 1998 roku, jednak plasowała się poza czołową dwudziestką.

## Osiągnięcia

### Igrzyska olimpijskie
| Miejsce | Dzień     | Rok  | Miejscowość | Konkurencja             | Czas biegu | Strata  | Zwyciężczyni               |
| ------- | --------- | ---- | ----------- | ----------------------- | ---------- | ------- | -------------------------- |
| 31.     | 14 lutego | 1988 | Calgary     | 10 km stylem klasycznym | 30:08,3    | +2:50,8 | Vida Vencienė              |
| 29.     | 17 lutego | 1988 | Calgary     | 5 km stylem klasycznym  | 15:04,0    | +1:24,3 | Marjo Matikainen-Kallström |
| 7.      | 21 lutego | 1988 | Calgary     | Sztafeta 4 × 5 km       | 59:51,1    | +3:46,0 | ZSRR                       |
| 13.     | 25 lutego | 1988 | Calgary     | 20 km stylem dowolnym   | 55:33,6    | +2:57,8 | Tamara Tichonowa           |
| 34.     | 13 lutego | 1992 | Albertville | 5 km stylem klasycznym  | 14:13,8    | +1:30,8 | Marjut Lukkarinen          |
| 17.     | 15 lutego | 1992 | Albertville | 5+10 km pościgowy       | 40:07,7    | +2:46,2 | Lubow Jegorowa             |
| 6.      | 17 lutego | 1992 | Albertville | Sztafeta 4 × 5 km       | 59:34,8    | +2:02,6 | WNP                        |
| 11.     | 21 lutego | 1992 | Albertville | 30 km stylem dowolnym   | 1:22:30,1  | +5:24,8 | Stefania Belmondo          |
| 8.      | 13 lutego | 1994 | Lillehammer | 15 km stylem dowolnym   | 39:44,5    | +2:49,9 | Manuela Di Centa           |
| 32.     | 15 lutego | 1994 | Lillehammer | 5 km stylem klasycznym  | 14:08,8    | +1:38,4 | Lubow Jegorowa             |
| 17.     | 17 lutego | 1994 | Lillehammer | 5+10 km pościgowy       | 41:38,9    | +2:31,3 | Lubow Jegorowa             |
| 7.      | 21 lutego | 1994 | Lillehammer | Sztafeta 4 × 5 km       | 57:12,5    | +3:47,7 | Rosja                      |
| 32.     | 24 lutego | 1994 | Lillehammer | 30 km stylem klasycznym | 1:25:41,6  | +7:59,9 | Manuela Di Centa           |
| 58.     | 10 lutego | 1998 | Nagano      | 5 km stylem klasycznym  | 17:37,9    | +2:10,6 | Łarisa Łazutina            |
| 40.     | 12 lutego | 1998 | Nagano      | 15 km łączony           | 46:06,9    | +3:51,4 | Łarisa Łazutina            |
| 25.     | 20 lutego | 1998 | Nagano      | 30 km stylem dowolnym   | 1:22:01,5  | +8:37,1 | Julija Czepałowa           |

### Mistrzostwa świata
| Miejsce | Dzień       | Rok  | Miejscowość      | Konkurencja             | Czas biegu | Strata  | Zwyciężczyni                   |
| ------- | ----------- | ---- | ---------------- | ----------------------- | ---------- | ------- | ------------------------------ |
| 5.      | 23 stycznia | 1985 | Seefeld in Tirol | Sztafeta 4 × 5 km       | 1:04:50,1  | +2:12,1 | ZSRR                           |
| 16.     | 26 stycznia | 1985 | Seefeld in Tirol | 20 km stylem klasycznym | 59:19,1    | ?       | Grete Ingeborg Nykkelmo        |
| 4.      | 19 lutego   | 1989 | Lahti            | 10 km stylem dowolnym   | 27:04,5    | +1:06,8 | Jelena Välbe                   |
| 26.     | 21 lutego   | 1989 | Lahti            | 15 km stylem klasycznym | 47:46,6    | +5:05,4 | Marjo Matikainen               |
| 5.      | 23 lutego   | 1989 | Lahti            | Sztafeta 4 × 5 km       | 54:49,8    | +3:05,3 | Finlandia                      |
| 4.      | 25 lutego   | 1989 | Lahti            | 30 km stylem dowolnym   | 1:29:59,7  | +40,2   | Jelena Välbe                   |
| 12.     | 16 lutego   | 1991 | Val di Fiemme    | 30 km stylem dowolnym   | 28:25,9    | ?       | Lubow Jegorowa                 |
| 32.     | 21 lutego   | 1993 | Falun            | 5 km stylem klasycznym  | 14:07,6    | +1:05,0 | Łarisa Łazutina                |
| 37.     | 23 lutego   | 1993 | Falun            | 5+10 km pościgowy       | 40:19,0    | +3:34,2 | Stefania Belmondo              |
| 5.      | 25 lutego   | 1993 | Falun            | Sztafeta 4 × 5 km       | 54:15,7    | +1:15,1 | Rosja                          |
| 5.      | 27 lutego   | 1993 | Falun            | 30 km stylem dowolnym   | 1:22:41,3  | +2:54,1 | Stefania Belmondo              |
| 24.     | 12 marca    | 1995 | Thunder Bay      | 5 km stylem klasycznym  | 15:23,7    | +1:25,0 | Łarisa Łazutina                |
| 19.     | 14 marca    | 1995 | Thunder Bay      | 5+10 km pościgowy       | 43:19,6    | +2:54,0 | Łarisa Łazutina                |
| 11.     | 18 marca    | 1995 | Thunder Bay      | 30 km stylem dowolnym   | 1:16:27,3  | +4:20,4 | Jelena Välbe                   |
| 15.     | 21 lutego   | 1997 | Trondheim        | 15 km stylem dowolnym   | 36:28,2    | +2:08,3 | Jelena Välbe                   |
| 48.     | 23 lutego   | 1997 | Trondheim        | 5 km stylem klasycznym  | 13:32,7    | +1:10,3 | Jelena Välbe                   |
| 25.     | 24 lutego   | 1997 | Trondheim        | 5+10 km pościgowy       | 39:13,5    | +2:24,1 | Stefania Belmondo Jelena Välbe |
| 11.     | 27 lutego   | 1997 | Trondheim        | Sztafeta 4 × 5 km       | 56:40,2    | +3:41,5 | Rosja                          |
| 38.     | 19 lutego   | 1999 | Ramsau           | 15 km stylem dowolnym   | 38:49,0    | +5:31,8 | Stefania Belmondo              |
| 42.     | 22 lutego   | 1999 | Ramsau           | 5 km stylem klasycznym  | 12:49,8    | +1:41,2 | Bente Skari                    |
| 35.     | 23 lutego   | 1999 | Ramsau           | 5+10 km pościgowy       | 42:27,9    | +4:22,8 | Stefania Belmondo              |
| 28.     | 27 lutego   | 1999 | Ramsau           | 30 km stylem klasycznym | 1:29:19,9  | +8:46,1 | Łarisa Łazutina                |

### Puchar Świata

#### Miejsca w klasyfikacji generalnej
- sezon 1983/1984: 32.
- sezon 1984/1985: 22.
- sezon 1985/1986: 12.
- sezon 1986/1987: 34.
- sezon 1987/1988: 21.
- sezon 1988/1989: 2.
- sezon 1989/1990: 24.
- sezon 1990/1991: 21.
- sezon 1991/1992: 14.
- sezon 1992/1993: 19.
- sezon 1993/1994: 22.
- sezon 1994/1995: 28.
- sezon 1995/1996: 31.
- sezon 1996/1997: 36.
- sezon 1998/1999: 80.

#### Miejsca na podium
| Nr | Dzień       | Rok  | Miejscowość | Konkurencja           | Czas biegu | Strata | Miejsce | Zwyciężczyni |
| -- | ----------- | ---- | ----------- | --------------------- | ---------- | ------ | ------- | ------------ |
| 1. | 10 grudnia  | 1988 | La Féclaz   | 5 km stylem dowolnym  | ?          | -      | 1.      | -            |
| 2. | 14 grudnia  | 1988 | Campra      | 15 km stylem dowolnym | ?          | ?      | 2.      | Jelena Välbe |
| 3. | 15 stycznia | 1989 | Klingenthal | 30 km stylem dowolnym | ?          | -      | 1.      | -            |